# Hertugdømmerne
Hertugdømmerne er en ofte benyttet fællesbetegnelse for Slesvig og Holsten siden Holsten i 1474 blev et hertugdømme i lighed med Slesvig. 1815-1864 dækker betegnelsen også Lauenburg.
Hertugdømmet Slesvig var et dansk len, mens hertugdømmerne Holsten og Lauenborg var tyske len. Den danske konge var dermed både hertug eller medhertug (lensmand) og konge (lensherre) i hertugdømmet Slesvig, mens han som hertug eller medhertug i Holsten måtte hylde den tyske kejser.